# Сухоцький Ярослав Богданович
Ярослав Богданович Сухоцький (нар. 8 лютого 1990, Львів, Україна) — український футболіст, захисник.

## Клубна кар'єра
Вихованець футбольної школи «Сокіл» Львів.
У чемпіонаті України (ДЮФЛ) виступав за Карпати (Львів). Серед професіоналів дебютував за білоцерківський «Арсенал» в 2008 році. Згодом перебрався на кіровоградщину, де виступав за ПФК «Олександрію» та аматорську команду ФК «Аметист».
Впродовж 2010—2012 років виступав за стрийську «Скалу» та ФК «Львів», за команду з стрия провів близько 40 матчів. В 2012 році перейшов до дніпродзержинської «Сталі», але надовго там не затримався. І з 2013 року по 2015 виступав за аматорські команди з Львова та Польщі.
Взимку 2015 року перейшов до чернівецької «Буковини», за яку виступав до літнього міжсезоння. Надалі кар'єру продовжив в польських клубах із третьої та четвертої ліги.